# امید خالدی
امید خالدی برهنه (زاده ۷ آبان ۱۳۶۶) بازیکن فوتبال اهل ایران است که در استقلال ملاثانی بازی می‌کند.
او از سال ۲۰۰۹ در تیم جوانان فولاد خوزستان بازی می‌کرد. از سال ۲۰۱۱ نیز در رده بزرگسالان باشگاه فوتبال فولاد خوزستان بازی کرد. در سال ۲۰۱۶ به باشگاه فوتبال سایپا منتقل شد.